# Radiovittaria stipitata
Radiovittaria stipitata är en kantbräkenväxtart som först beskrevs av Kze., och fick sitt nu gällande namn av E. H. Crane. Radiovittaria stipitata ingår i släktet Radiovittaria och familjen Pteridaceae. Inga underarter finns listade.